# Geza Vermes
Geza Vermes (22 de juny de 1924, Makó, Hongria - † 8 de maig de 2013) fou un historiador de les religions, doctor en teologia i lletres, professor a la Universitat d'Oxford i escriptor de nombrosos estudis sobre la relació entre el judaisme i el cristianisme, essent considerat especialista sobre els essenis, els texts arameus i Jesús.
El 1931 els seus pares es convertiren al Cristianisme i feren batejar els seus fills. Després de la Segona Guerra Mundial, Vermes fou ordenat sacerdot i feu els seus estudis primer a Budapest i després al Col·legi Saint-Albert i a la Universitat Catòlica de Lovaina, on estudià història i llengües orientals. El 1953 la seva tesi doctoral en teologia tractà sobre els Manuscrits de la Mar Morta.
Abandonà l'Església el 1957 i reprengué la seva identitat jueva, s'establí aleshores al Regne Unit, on ensenyà a la Universitat de newcastle upon Tyne. Es casà amb Pamela Hobson el 1958, el 1965 s'uní a la facultat d'estudis orientals de la Universitat d'Oxford, on es convertí en el primer professor d'estudis jueus, càrrec que ocupà fins a la seva jubilació el 1991.
Fou un dels primers especialistes a examinar els Manuscrits de la Mar Morta poc després de llur troballa el 1947 i és l'autor de llur traducció a l'anglès.
Vermes era, quan va morir, professor emèrit d'estudis jueus i Fellow emèrit del Wolfson College d'Oxford i continuà ensenyant a l'Institut Oriental d'Oxford. Fou redactor cap del Journal of Jewish Studies. Del 1971 al 1991 va dirigir l'Oxford Forum for Qumran Research al Centre d'Estudis Hebraics i Jueus d'Oxford.
Membre de l'Acadèmia Britànica i de l'Acadèmia Europea d'Arts, Ciències i Humanitats, el professor Vermes fou nomenat doctor honoris causa de la Universitat d'Edimburg el 1989, de la Universitat de Durham el 1990 i de la Universitat de Sheffield el 1994. Va rebre també la medalla Wilhelm Bacher de l'Acadèmia Hongaresa de Ciències el 1996.